# 亞歷山大·佩爾斯
亞歷山大·佩爾斯(英語：Alexander Perls Rousmaniere，1976年5月11日—)，音樂家、作曲家、唱片製作人，曾以009 Sound System及Aalborg Soundtracks等藝名編寫、演出和創作歌曲。
佩爾斯的歌曲以電子音樂、Trance音樂，以及宗教性歌詞而聞名。

## 早年生活及生涯
佩爾斯出生於美國堪薩斯州，並於1997年入讀倫敦大學學院時已經與由Glen Johnson，Dominic Chennell和Dick Rance在英國倫敦成立的後搖滾樂隊Piano Magic合作。
繼1998年於歐柏林學院畢業後，佩爾斯曾經短暫為紐約當代藝術品經銷商芭芭拉·格拉茲斯東畫廊(Barbara Gladstone Gallery)工作，使佩爾斯進入了作曲作家的職業生涯。

## 音樂職業生涯

### 作曲生涯
佩爾斯曾經於2000至2008年間為大衛·庫塔、保羅·凡戴克、伊恩·嘉莉、ATB及羅伯特·M (Robert M.)等歐陸舞曲音樂家創作音樂。他亦曾經為Cosmic Gate於Trance電子音樂專輯Earth Mover的曲目"Race Car Driver"作曲。
從2000年到2003年間，佩爾斯是電子音樂二人組CIRC的成員之一，曾發行專輯Love Electric，以及多首單曲和混音。

### 在YouTube上以009 Sound System作為藝名
YouTube於2007年新增AudioSwap功能，其功能類似現時的YouTube音效庫。而佩爾斯的藝名"009 Sound System"於藝人名單中排列於首列，因而其在YouTube上的歌曲，包括 "Dreamscape"、"With a Spirit"、"Space and Time"、"Born To Be Wasted"、"Holy Ghost"及"Trinity"，均在大量影片中廣泛使用及流傳，其中"Dreamscape"、"Trinity"及"With a Spirit"最受歡迎，亦有YouTube用戶笑言佩爾斯的其中一首歌曲為"YouTube國歌"(YouTube National Anthem)。 

### 個人生活
佩爾斯已與洛杉磯珠寶設計師Sonia Boyajian結婚。現為軟件公司Ezvid的行政總裁，並於其免費軟件中提供幾首以"009 Sound System"及"Aalborg Soundtracks"等藝名作為免費背景音樂。

## 引用
1. ↑  IMO Records. .   [2019-12-30]. （原始内容存档于2012-03-19） （英语）.
2. ↑  .   [2019-12-30]. （原始内容存档于2011-06-15） （英语）.
3. ↑  . www.artnet.com.   [2019-12-30]. （原始内容存档于2012-03-30）.
4. ↑  .   [2019-12-30]. （原始内容存档于2010-01-27）.
5. ↑  . MusicBrainz.   [2019-12-30]. （原始内容存档于2016-10-21）.
6. ↑  . Discogs.   [2019-12-30]. （原始内容存档于2019-11-16）.
7. ↑  . Discogs.   [2019-12-30]. （原始内容存档于2018-10-15）.
8. ↑  . YouTube.   [2019-12-30]. （原始内容存档于2020-11-20）.
9. ↑  . www.youtube.com.   [2019-12-30]. （原始内容存档于2020-11-20） （英语）.
10. ↑  . MakeUseOf.com.   [2019-12-30]. （原始内容存档于2020-08-15）.
11. ↑  . Know Your Meme. 2018-05-15  [2019-12-30]. （原始内容存档于2020-12-23）.
12. ↑  Moore, Booth. . Los Angeles Times. 2008-12-14  [2019-12-30]. （原始内容存档于2017-04-28）.
13. ↑  . Ezvid Wiki.   [2019-12-30]. （原始内容存档于2020-11-26）.
14. ↑  . Ezvid.   [2019-12-30]. （原始内容存档于2019-11-16）.